# Lyle Waggoner
Lyle Wesley Waggoner (Kansas City, 13 de abril de 1935-Westiake Village, 17 de marzo de 2020) fue un actor y modelo estadounidense, conocido por su trabajo en The Carol Burnett Show de 1967 a 1974, y como Steve Trevor y Steve Trevor Jr. en la serie Mujer Maravilla de 1975 a 1979.

## Infancia y juventud
Nació en Kansas City, (Kansas), hijo de Marie (Isern) y de Myron Waggoner, pasó su niñez en Excelsior Springs (Misuri). En 1953, se graduó en la escuela Kirkwood en Kirkwood, (Misuri), y luego estudió en la Universidad de Washington en St. Louis. Ingresó en el Ejército de Estados Unidos, estuvo destinado durante dos años en Alemania del oeste como operador radiofónico.
Después de finalizar en el ejército, estudió ingeniería mecánica dentro del programa ejecutivo sénior del Instituto de Tecnología de General Motors. Vendió enciclopedias a puerta a puerta. Hizo su debut como actor en la producción del musical  Li'l Abner (1956) en Kansas City, tras lo cual creó una organización de promoción de ventas que le permitió ganar suficiente dinero para financiar un viaje a Los Ángeles e iniciar la carrera como actor.

## Carrera de actuación

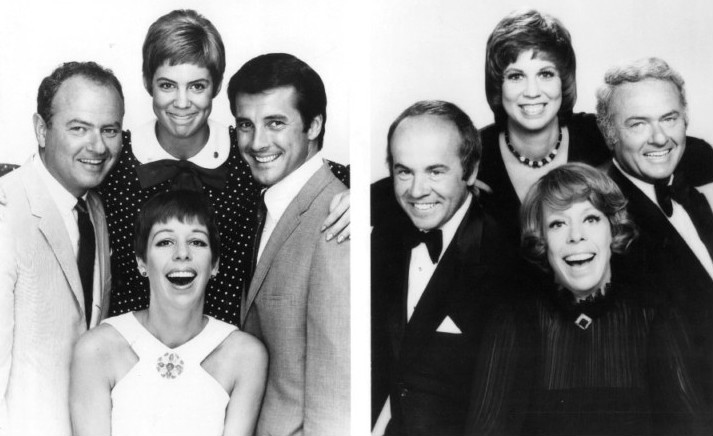
Fotografía publicitaria del elenco de The Carol Burnett Show. 1967: Carol Burnett, Harvey Korman, Vicki Lawrence, Lyle Wagoner. 1977: Tim Conway, Vicki Lawrence, Harvey Korman y Carol Burnett.

A mediados de la década de 1960, apareció regularmente en televisión y películas, incluido un episodio de Gunsmoke. Fue finalista para optar por el papel principal de la serie de televisión Batman, pero perdió el papel ante Adam West.
En 1967, apareció en Catalina Caper (con Tommy Kirk, un actor infantil que intentó reiniciar su carrera como un adulto joven), una película que eventualmente sería ridiculizada en la sátira Mystery Science Theater 3000. Tuvo un pequeño papel como actor invitado en el episodio de la tercera temporada de Deadliest of the Species de la serie de televisión Lost in Space. Durante este año inició un período de siete años en The Carol Burnett Show, un proyecto de comedia y espectáculo de variedades, en la que participó como locutor e intérprete. 
En 1973, apareció semidesnudo en la página central de la revista Playgirl. Un años después en 1974 dejó el show de Carol Burnett con la intención de avanzar en su carrera como actor principal. Encontró su lugar en el espectáculo Tim Conway interpretando al locutor Ernie Anderson, estuvo frecuentemente por estrella de huésped frecuente Tim Conway (y su función como locutor por Ernie Anderson) además de hacer alguna aparición en algunos de los especiales de la serie en la televisión. 
En 1976 fue nombrado alcalde —cargo honorífico no gubernamental— de Encino (California), por la cámara de comercio local. Además de a Waggoner, dicho cargo honorífico también sería otorgado a Steve Allen, Mike Connors, Fred Travalena, Ronnie Schell y Cesare Danova.
Un año después de dejar el show de Carol Burnett,  consiguió el papel de Steve Trevor Jr. para el episodio piloto y la primera temporada de la serie de televisión Mujer Maravilla protagonizada por Lynda Carter. Inicialmente ambientada durante la Segunda Guerra Mundial, las dos temporadas posteriores avanzaron en la línea de tiempo hasta la década de los 70.
Participó en varias películas de televisión y películas menores durante los años setenta y ochenta. Hizo apariciones especiales en numerosas series de televisión, incluyendo Los ángeles de Charlie, The San Pedro Beach Bums, Happy Days, Mork & Mindy, The Golden Girls, Ellen y The War at Home. Interpretó varios papeles en The Love Boat, La isla de la fantasía y Murder, She Wrote a lo largo de sus respectivas temporadas.

## Carrera posterior
En 1979, fundó Star Waggons, una compañía de alquiler tráileres usados por la industria del entretenimiento. En 1990 coprodujo con Shawn Bruner un programa de productos de consumo llamado Consumer America,  donde hizo alguna aparición. La empresa promocionó productos nacionales novedosos, desde la autoayuda hasta artículos para el hogar, y tuvo una duración de aproximadamente dos temporadas.
Se retiró de la actuación para dirigir a tiempo completo la empresa Star Waggons, pero hizo apariciones ocasionales, a menudo parodiando su imagen anterior (The Naked Truth, That '70s Show y Return to the Batcave).
En 1993 protagonizó en el infomercial, Let's Talk With Lyle Waggoner (Hablemos con Lyle Waggoner), que anunciaba el supuesto producto natural  "Y-Bron" que ofrecía la cura de la impotencia masculina. Twin Star, con sede en Scottsdale (Arizona), fue multada con 1.5 millones de dólares por anunciar sin fundamento los supuestos beneficios de Y-Bron.

## Vida personal
Estuvo casado en 1961 con Sharon Kennedy, actriz, consultora financiera y agente de bienes inmuebles; el matrimonio tuvo dos hijos, Jason y Beau. Residió cerca de Jackson (Wyoming), donde fue escultor. Sus obras se pueden ver en Galleries West Fine Art en Jackson Hole (Wyoming), las esculturas son interpretaciones humorísticas de mujeres encantadoras, algunas de las cuales se presentan en Eagle Bronze en Lander (Wyoming). Tuvo diferentes inmuebles en Manzanillo (Colima, México); Oxnard y en Westlake Village (California).
Falleció en su domicilio de Westiake Village a la edad de 84 años el 17 de marzo de 2020, a consecuencia de un cáncer que padecía.

## Filmografía

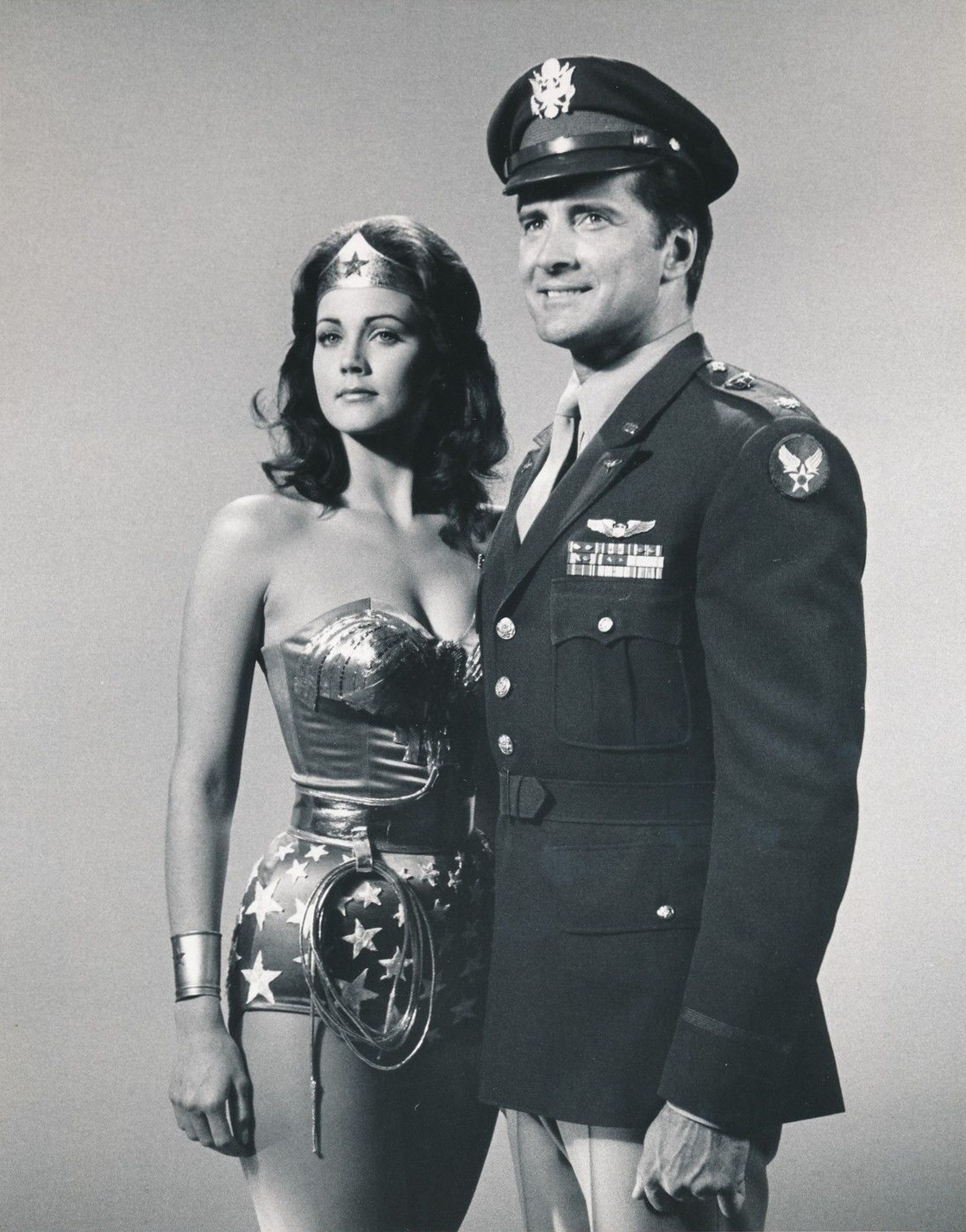
Lynda Carter como la Mujer Maravilla y Lyle Waggoner como Steve Trevor (1976).

### Películas
| Año  | Título                        | Personaje           | Notas                                          |
| ---- | ----------------------------- | ------------------- | ---------------------------------------------- |
| 1966 | Swamp Country                 | Deputy Mel          |                                                |
| 1967 | Catalina Caper                | Angelo              | Conocida también como Never Steal Anything Wet |
| 1967 | Journey to the Center of Time | Alienígena          |                                                |
| 1973 | Love Me Deadly                | Alex Martin         |                                                |
| 1978 | Zero to Sixty                 | Camarero en bar gay |                                                |
| 1984 | Surf II                       | Jefe Boyardie       |                                                |
| 1989 | Murder Weapon                 | Dr. Randolph        |                                                |
| 1989 | Danger USA                    | Ben                 | Conocida también como Mind Trap                |
| 1990 | Gypsy Angels                  | Predicador          |                                                |
| 1990 | The Girl I Want               | Entrenador          |                                                |
| 1990 | Dream a Little Evil           | La muerte           | Directa a vídeo                                |
| 1991 | Wizards of the Demon Sword    | Lord Khoura         |                                                |
| 1991 | Dead Women in Lingerie        | Papá                |                                                |

### Televisión
| Año       | Título                                                    | Personaje                                                       | Notas                                                     |
| --------- | --------------------------------------------------------- | --------------------------------------------------------------- | --------------------------------------------------------- |
| 1966      | Gunsmoke                                                  | Aikens                                                          | Episodio: "Wishbone"                                      |
| 1967      | Lost in Space                                             | Hombre mecánico                                                 | Episodio: "Deadliest of the Species"                      |
| 1967-1974 | The Carol Burnett Show                                    | Varios personajes                                               | Main cast (182 episodios)                                 |
| 1969      | The Governor & J.J.                                       | Garrett Spaulding                                               | Episodio: "Romeo and J.J."                                |
| 1972      | Once Upon a Mattress                                      | Sir Studley                                                     | Telefilm                                                  |
| 1973      | Marcus Welby, M.D.                                        | Eric Lundgren                                                   | Episodio: "The Day After Forever"                         |
| 1973      | The Barbara Eden Show                                     | Barry Michaels                                                  | Piloto televisivo                                         |
| 1973      | Letters from Three Lovers                                 | Sam                                                             | Telefilm                                                  |
| 1975      | The New Original Wonder Woman                             | Mayor Steve Trevor                                              | Telefilm                                                  |
| 1976      | Maude                                                     | Jim                                                             | Episodio: "The Case of the Broken Punch Bowl"             |
| 1976-1979 | Wonder Woman / The New Adventures of Wonder Woman         | Mayor Steve Trevor (1976–77) Coronel Steve Trevor Jr. (1977–79) | Main cast (59 episodios)                                  |
| 1977      | The Love Boat II                                          | Roger                                                           | Telefilm                                                  |
| 1977      | The San Pedro Beach Bums                                  | Jason                                                           | Episodio: "Love Boat Bums: The Bums Take a Cruise"        |
| 1978      | Flying High                                               | Gavin                                                           | Episodio: "Fun Flight"                                    |
| 1979      | The Love Boat                                             | Lance Wilson                                                    | Episodio: "Second Time Around"                            |
| 1979      | Supertrain                                                | Peter Sebastian                                                 | Episodio: "A Very Formal Heist"                           |
| 1979      | Time Express                                              | David Lane                                                      | Episodio: "The Copy-Writer/The Figure Skater"             |
| 1979      | The Love Boat                                             | Jay Cavanaugh                                                   | Episodio: "The Scoop"                                     |
| 1980      | The Gossip Columnist                                      | Terry Anderson                                                  | Telefilm                                                  |
| 1980      | The Great American Traffic Jam                            | Wilbur Stokes                                                   | Telefilm                                                  |
| 1980      | Happy Days                                                | Bobby Burns                                                     | Episodio: "Dreams Can Come True"                          |
| 1980      | La isla de la fantasía                                    | Monty                                                           | Episodio: "Gigolo"                                        |
| 1980      | Charlie's Angels                                          | Jack Barrows                                                    | Episodio: "Island Angels"                                 |
| 1981      | Bulba                                                     | Hampton Fraser                                                  | Piloto televisivo                                         |
| 1981      | Mork & Mindy                                              | Xerko                                                           | Episodio: "There's a New Mork in Town"                    |
| 1981      | La isla de la fantasía                                    | Gilberto DeVincenzo                                             | Episode: "The Perfect Husband"                            |
| 1982      | The Ugily Family                                          | Kenny Bing                                                      | Piloto televisivo                                         |
| 1982      | The Love Boat                                             | Dr. Tucker Martin                                               | Episodio: "A Dress to Remember"                           |
| 1982      | Romance Theatre                                           | Jeremy                                                          | Episodios: "The Simple Truth" (Parts 1–5)                 |
| 1983      | La isla de la fantasía                                    | Al                                                              | Episodio: "No Friends Like Old Friends"                   |
| 1983      | Gun Shy                                                   | El forastero enmascarado                                        | Episodio: "What Do You Mean 'We' Amigo?"                  |
| 1984      | Happy Days                                                | Frederick Hamilton                                              | Episodio: "Like Mother, Like Daughter"                    |
| 1984      | Murder, She Wrote                                         | Marty Strindberg                                                | Episodio: "Hooray for Homicide"                           |
| 1985      | The Great American Strip-off                              | Él mismo - Presentador                                          |                                                           |
| 1986      | Hardcastle and McCormick                                  | Dex Falcon                                                      | Episodio: "If You Could See What I See"                   |
| 1986      | Simon & Simon                                             | Don Manning                                                     | Episodio: "The Last Big Break"                            |
| 1986      | The New Mike Hammer                                       | Leo Raffle                                                      | Episodio: "Requiem for Billy"                             |
| 1987      | It's a Living                                             | Marlon Brando / Hector Rodriquez                                | Episodio: "Her Back to the Future"                        |
| 1990      | The Golden Girls                                          | Él mismo                                                        | Episodio: "Mrs. George Devereaux"                         |
| 1991      | Murder, She Wrote                                         | Vic DeMarco                                                     | Episodio: "Where Have You Gone, Billy Boy?"               |
| 1993      | Murder, She Wrote                                         | Ben Wright                                                      | Episodio: "The Big Kill"                                  |
| 1993      | Daddy Dearest                                             | Hank                                                            | Episodio: "Thanks, But No Thanks"                         |
| 1995      | Burke's Law                                               | Reece Robertson                                                 | Episodio: "Who Killed Mr. Game Show?"                     |
| 1995      | Cybill                                                    | Él mismo                                                        | Episodio: "The Cheese Stands Alone"                       |
| 1996      | Ellen                                                     | Vic                                                             | Episodio: "Not So Great Expectations"                     |
| 1997      | Pauly                                                     | Maestro de ceremonias                                           | Episodio: "Life's a Drag"                                 |
| 1998      | Alright Already                                           | Él mismo                                                        | Episodio: "Again with the Satellite Dish"                 |
| 1998      | The Naked Truth                                           | Él mismo                                                        | Episodio: "Hooked on Heroine"                             |
| 1999      | Love Boat: The Next Wave                                  | Tom Brooks                                                      | Episodio: "Three Stages of Love"                          |
| 1999      | That '70s Show                                            | Él mismo                                                        | Episodio: "Red's Last Day"                                |
| 2003      | Return to the Batcave: The Misadventures of Adam and Burt | Él mismo - Narrador                                             | Telefilm                                                  |
| 2003      | Living Straight                                           | Robert Cord                                                     | Telefilm                                                  |
| 2005      | The War at Home (La guerra en casa)                       | Jack                                                            | Episodio: "Breaking Up Is Hard to Do", (última aparición) |